# Божићна вечера
Божићна вечера је оброк који се традиционално једе на Божић. Овај оброк може да се одржи било када од Бадње вечери до увече на сам Божић. Оброци су често посебно богати и обимни, у традицији хришћанске прославе празника, и чине значајан део скупова одржаних у част прославе доласка божићних празника. У многим случајевима, оброк има елемент обреда повезан са верским слављем, као што је молитва благодати.
Оброк који се конзумира варира у различитим деловима света у зависности од регионалних кухиња и локалних традиција. У многим деловима света, посебно у бившим британским колонијама, оброк дели одређену везу са енглеском божићном вечером која укључује печено месо и пудинг. Божићни пудинг и божићни колач еволуирали су из ове традиције.
У земљама без дуге хришћанске традиције, као што је Јапан, на божићни оброк може у већој мери утицати популарна култура.

## Азија

### Индија
Индијци кувају разноврсну храну, укључујући бирјани са пилетином или овчетином, пилетином и овчијим каријем, а затим колаче или слаткише попут кира. Дуго успостављене хришћанске заједнице попут Гоан католика имају јела од свињског меса и јела од говедине као део главног јела божићне вечере. Ту спадају свињетина виндалу и сорпател. За дезерт је популарно јело звано бебинка.
Хришћанска заједница Керала је највећа заједница хришћанства у Индији. Кералите прослављају Божић мисом поноћи, божићним песмама и храном. Прослава Божића почиње од Бадњег дана. Цркве су украшене, божићне јелке и веће божићне звезде из омладинских група највеће су атракције у Керали. Људи из Керале иду од куће до куће да славе и плешу једни с другима током времена коледа. Сви кералити − укључујући хиндусе и муслимане − славе Божић и међусобно деле слаткише и поклоне, и учествују у коледама и градским прославама. Торта од шљива је познати дезерт у Керали и породица се окупља и сече торту после поноћне мисе. Алкохол се широко конзумира током божићне сезоне.

### Јапан
Јапански божићни колач, бели бисквит прекривен кремом и украшен јагодама, често се конзумира, а Столен торта, која се увози или производи локално, широко је доступна. Успешна рекламна кампања 1970-их учинила је јело у КФЦ ресторанима око Божића националним обичајем. Њихова пилећа јела толико су популарна током сезоне да ресторани узимају резервације месецима унапред.

### Либан
Либански хришћани славе божићне вечере. Гозба, обично увече 24. и за време ручка 25. децембра, веома је велика. Породица се окупља за оба оброка, а неки остаци од вечере се послужују и за ручак следећег дана. Традиционална понуда за Божић су бадеми пресвучени шећером. Печена ћуретина је најчешћи избор оброка. Печена патка, либанска салата и пецива попут меденог колача и bûche de Noël такође су чести. Бејрут слави Божић организујући гламурозне и велике божићне забаве. Изложбе божићних звезда, божићних јелки и божићних лампица у западном стилу веома су популарне.

### Филипини
Божићна вечера на Филипинима назива се Noche Buena по хиспанском обичају и одржава се према поноћи 24. децембра. Она обично долази након што је цела породица присуствовала касно вечерњој миси званој Misa de Gallo („миса петла”). Средишњи део божићне вечере често је божићна шунка, који је обично сушени свињски бут. Ово се обично служи са queso de bola, куглом едамер сира прекривеном црвеним воском. Друга свеприсутна јела су тестенине, а за десерт воћна салата. Вечера би обично била праћена топлим какаом који се прави од чистог, локално узгојеног зрна какаа. Неке породице преферирају топли какао припремљен од пресованог какао праха који је или чист или мало заслађен. Већина хране која се служи за божићну вечеру је свежа и обично се припрема током Бадњег дана.
Породице средње класе и богате породице углавном припремају раскошне гозбе које могу укључивати нешто од следећег: свињетину са ражња; ролнице; рибу; маринаду; пуњену пилетину; печену ћуретину; говеђи паприкаш; зачињени говеђи паприкаш; паељу; и друге традиционалне оброке. Мање имућне породице одлучиле би се за економичнију божићну вечеру; организовање чак и једноставног окупљања упркос финансијским потешкоћама одражава пресудан значај у филипинској култури породичног (и, шире, заједничког) јединства.
Овај фокус на породицу заједнички је свим филипинским социјално-економским класама и етничким групама које славе Божић у којем се очекује да већина, ако не и сви, чланови подружнице или шире породице заједно учествују у божићној вечери. Рођаци који живе у иностранству, топло се подстичу да се врате кући, јер је то најважнији филипински хришћански празник у години. Већина породица радије размењује божићне поклоне одмах након вечере, за разлику од западног обичаја отварања поклона на божићно јутро.

## Европа

### Аустрија
У Аустрији, Бадњи дан је прослава завршетка предбожићног поста. Божић обично славе само хришћани. Бадње вече је историјски дан када се јелка украшава и осветљава правим свећама, како би мали Исус могао да га посети. Божић је национални празник у Аустрији и већина Аустријанаца проводи дан гозбећи са својом породицом. Једу се пржени шаран, сахер торта и божићни кекс, као и многи други чоколадни деликатеси, укључујући јестиве божићне украсе. Божићну вечеру обично чине гуска, шунка која се служи са куваним вином, пунчом и чоколадним мусом.

### Белорусија, Литванија и Украјина
У областима бивше заједнице Пољске и Литваније (нпр. Белорусија, Литванија, Пољска и већи део Украјине) на Бадњи дан (24. децембра у Литванији и Пољској, 6. јануара у Белорусији и Украјини), служи се сложени и ритуални оброк од дванаест безмесних јела. Ово потиче из традиције третирања предбожићне сезоне као доба поста, преломљеног у ноћи уочи Божића.

### Чешка
Традиционални божићни оброк у Чешкој је пржени шаран и салата од кромпира који се једу током божићне вечере 24. децембра увече. Често је прати рибља чорба припремљена од остатака шарана (глава или кости итд). Многа домаћинства такође припремају велику разноликост специјалних божићних бисквита које ће понудити посетиоцима. Припремају се много дана пре гозбе и треба им пуно времена за украшавање. Такође је уобичајено да деца чоколадним слаткишима украсе божићну јелку.

### Данска
Према једној репрезентативној студији, у Данској се традиционални божићни оброк који се служи 24. децембра састоји од: пачетине (66% анкетираних домаћинстава), печене свињетине са чварцима (43%), ћуретине (8%) или гуске (7%). Подаци броје више од 100%, јер неке породице припремају више врста меса за божићну вечеру. Месо се служи са куваним кромпиром (од којих су неки карамелизирани, а неки печени), црвеним купусом и обиљем соса. Након главног јела следи десерт рисаламанде, пудинг од пиринча сервиран са сосом од вишања или сосом од јагода, често са целим бадемом сакривеним унутра. Срећни проналазач бадема има право на додатни поклон, бадемов поклон. Божићна пића су кувано вино и традиционална божићна пива, посебно припремљена за сезону и која обично имају висок садржај алкохола.

### Финска
Joulupöytä (преведено „Божићни сто”) назив је традиционалне даске за храну која се служи на Божић у Финској, слично шведском smörgåsbord. Садржи мноштво различитих јела, од којих је већина типична за сезону. Главно јело је обично велика божићна шунка, која се једе са сенфом или хлебом заједно са осталим јелима. Такође се служи риба (често лутефиск и гравлакс или димљени лосос), а са шунком постоје и различите тепсије обично са кромпиром, рутабагом или шаргарепом. Традиционални божићни напитак је кувано вино, које може бити алкохолно или безалкохолно.

### Француска
У Француској и појединим земљама француског говорног подручја, réveillon је дуга вечера, а могуће и забава, која се одржава увече пре Божића и Нове године. Назив ове вечере заснован је на речи réveil (што значи „буђење”), јер учешће укључује остајање будним до поноћи.
Кришткинделсмерик, најстарија божићна пијаца у Француској, радосна је прослава у Стразбуру која је тамо већ четири до пет векова. Тржиште је дугогодишња традиција представљања „Детета Исуса”. Са више од 300 тезги, парада, клизалишта и још много тога, пијаца се показала као велико и свечано славље са много различитих јела са разних тезги. Милиони људи долазе да посете и прославе свечаности и храну на овом божићном фестивалу.

### Немачка
У Немачкој су примарна божићна јела печена гуска и печени шаран, мада се могу послужити и одојак или патка. Типични прилози укључују печени кромпир и разне облике купуса попут кеља, прокеља и црвеног купуса. У неким регионима се божићна вечера традиционално служи на Бадњи дан, а не на Бадње вече. У овом случају, вечера на Бадње вече је једноставнија ствар која се састоји од кобасица и салате од кромпира. Слаткиши и божићно пециво су све само не обавезни и укључују марципан, зачинске плочице, неколико врста хлеба и разне воћне колаче и воћне хлебове као што су Christstollen и Dresdener Stollen.

### Мађарска
У Мађарској припрема за божићну вечеру започиње на Бадњи дан, а једе се на Бадње вече у 18:00. Главно јело зове се Рибарска чорба или halászlé од шарана. За божићни десерт Бејгли или колут од мака је традиционална мађарска божићна торта са маком и надевима од орахове пасте.

### Исланд
Исландска божићна вечера једе се на Бадње вече у 18:00. Главно јело се разликује од породице до породице. Најчешће јело је вероватно Hamborgarhryggur, који је врста гамонског одреска. Друга уобичајена јела су печена дивљач, попут ирваса, пертане и димљене јагњетине, као и велика разноликост друге печене живине попут патке, ћуретине, коју многи једу и на Божић или у другим приликама током божићних празника.

### Ирска
У Ирској припреме за божићну вечеру почињу на Бадње вече. Људи ће скувати шунку и можда ће почети да припремају поврће. Ирска божићна вечера, која се нормално једе између 13:00. и 16:00 часова на Божић, састоји се од ћуретине, шунке, прокулице, печеног кромпира, пуњења и разног поврћа. Старија традиција, коју још увек прате многи људи у Ирској, је да се на Божић служи патка или гуска.
Вечера се обично састоји од печене ћуретине (мада је друга живина, попут гуске, пилетине, патке, копуна или фазана, алтернатива), понекад са печеном говедином или гамоном или, у мањој мери, свињетином. У неким деловима Ирске, посебно у округу Корк и Лимерик, јешће се и зачињена говедина. Централни комад се обично служи са надевом, сосом, а понекад и формером, сосом од бруснице или желеа од црвене рибизле, сосом од хлеба, печеним кромпиром (понекад и куваним или пиреом), поврћем (обично куваним или куваним на пари), посебно прокељом и шаргарепом; дезерт се састоји од божићног пудинга (или пудинга од шљиве), понекад уситњених пита, божићне торте или ситнице, са бренди путером или кремом.

### Италија
Италијанске регионалне традиције су разнолике. Они су поларизовани у две области: Северна Италија и Јужна Италија (од Рима према југу). Штавише, често је вечера на Бадње вече важнија од божићне вечере, јер се света миса служи у поноћ.
Примо је обично врста супе направљене од тестенине (обично пуњене тестенине, попут тортелина), куване у месу или супи од копуна. Секондо се веома разликује у две области. У северној Италији обично једу живину, често пуњену или печену или кувану и зачињену сосовима, попут мостарде. У јужној Италији једу пржену капитоне јегуљу, што је типично за Бадње вече, јер је ово посни дан. На Божић су могли да једу печену јагњетину или рибу.
Божићни слаткиши су веома разнолики и сваки регион и подрегион имају своје. Уопштено говорећи, у северној Италији једу торту обогаћену кандираним воћем, чоколадом, сувим грожђем или пињолима, познатом као панетоне, а затим тороне (обогаћен вишњама, чоколадом, слаткишима и још много тога), нугатом и орасима. У јужној Италији, уместо једне торте, служе многе врсте марципана, кекса, цепола, канолија, кандираног воћа и свежег воћа. У последњих неколико деценија панетоне је постао популаран као божићни слаткиш широм Италије. Пандоро је такође веома популаран колач на Божић и Нову годину, у пратњи доброг Спумантеа.

### Холандија
Једна типична холандска традиција је „гурмански”, вечерњи догађај где мале групе људи седе заједно око гурманског сета и користе свој мали тигањ за кување и зачињавање сопствене хране у врло малим порцијама. Домаћин је припремио ситно сецкано поврће и различите врсте меса, рибе, шкампа и шкампа. Све прате различите салате, воће и сосови. Порекло овог обичаја лежи највероватније у бившој холандској колонији Индонезији.
Холанђани такође уживају у традиционалнијим божићним вечерама, посебно у месу и дивљачи попут печене говедине, патке, зеца и фазана. Ово се обично служи уз различите врсте поврћа, кромпира и салата. Последњих година традиције из англосаксонских земаља постају све популарније, нарочито ћуретина у британском стилу.

### Норвешка
Најчешће јело је svineribbe, свињски стомак припремљен са зачинима (сољу и бибером). Обично се конзумира заједно са куваним поврћем, киселим купусом, џемом од бруснице, кромпиром, сосом, пивом и неколико чаша акавита. У западним деловима земље, овчја ребра су убедљиво најпопуларнија божићна вечера. Неки и даље једу традиционалну сушену рибу, али чешће се једе у другим приликама током божићног периода. Веома популаран десерт је пудинг од пиринча, сервиран са сосом од малина.

### Пољска
Божић је државни празник у Пољској и већина Пољака проводи дан гозбећи са својом породицом. Божићни оброк је сложен, служи се увече 24. децембра, нудећи велике количине хране. Овај обед за Бадњи дан зове се Вигилија. Након што се прва звезда појави на небу, сви деле божићну обланду и желе добре ствари за наредну годину. Тада почиње вечера. Оброк је без меса, поштујући католичку традицију. Многа домаћинства такође припремају велики избор специјалних божићних јела, која обично броје 12 у част 12 апостола.
Јела укључују: пуњени шаран, пржени шаран, харинга у винском сосу, харинга у сосу од креме, воћни компот, салата од поврћа, супа (цвекла, печурке или риба) са уском, пиероги, грашак и шаргарепа, кувани кромпир, крем сос од печурака, кисели купус и колач од мака. Већина домаћинстава оставља неочекиваном госту празан тањир за столом. На столу је обично слама или сено које симболизује јасле. Током сезоне се пеку медени колачићи са ђумбиром.

### Португал
Традиционално се у Португалу породица окупља за столом на Бадње вече, да би јели кувани сушени, слани бакалар праћен куваним купусом или зеленилом, у зависности од онога што им је остало у башти, куваног кромпира, куваног лука, куваних јаја и леблебија. Понекад се направи једноставан прелив са црним луком, белим луком или першуном. Овај оброк прати издашна количина маслиновог уља.
Постоје варијације у целој земљи и, традиционално, ћуретина (понекад и свињетина у неким регионима) служи се за ручак 25. децембра.

### Румунија
Румунска храна која се служи током празника велики је за више оброка, од којег се већина састоји од свињског меса (органа, мишића и масти). Ово је углавном симболична геста за Светог Игњатија Антиохијског.
Током Божића, Румуни спремају или купују разна специјална јела, укључујући посластице, слаткише или помфрит. Румуни најчешће пеку козонак, колач од брашна, жуманца, квасца и многих других поузданих састојака, укуса, зачина и додатака. Постоји неколико врста козонака, са бројним рецептима. Остала божићна јела укључују јела од пифтија, сармала или свињског меса.

### Словачка
Божићна вечера у Словачкој слави се 24. децембра; вечера се одржава око 17 до 18 сати. Традиционална вечера укључује оплатке (танке вафле са медом или белим луком), супу од киселог купуса (капустница) са сувим печуркама и кобасицама (понекад са сувим шљивама), шаран или другу рибу са салатом од кромпира, јабукама и божићним кексом и опеканцем.

### Словенија
На словеначком се Бадње вече назива „Света ноч”. Породица се окупља на вечери око 6 сати увече. Типична јела су потица, печенка и ћуретина са роштиља. Уз храну се може сервирати кувано вино и пунч од јаја. Неке породице такође припремају божићне бисквите пре вечере.

### Шпанија
На шпанском, Бадње вече се зове Nochebuena, дословно преведено као „Добра ноћ”. У Шпанији се слави великом породичном гозбом, која се једе касно увече и може трајати неколико сати; неке породице присуствују поноћној миси пре или после оброка. У Шпанији је Бадње вече време за прославу у суседним баровима и кафићима и око стола са породицом и пријатељима. Време је за размену поклона или Деда Мраза, мада се углавном изводи на Богојављење, које се дешава 6. јануара.
У средњовековној каталонској кухињи, живина је служена за божићну вечеру, а друга јела са салсом де паго праћена су јелом од јагњетине и сланином. Последње јело био је formatge torrador (сличан проволети у савременој аргентинској кухињи), неула и клареа (такође назване „бела сангрија”, слично хипокерима).

### Шведска
Шведска божићна вечера или Julbord састоји се од пет до седам јела. Прва три јела су разне врсте рибе, обично различите врсте киселе харинге и лососа, које се једу са куваним кромпиром или оштрим хлебом и лутфиском. Четврти су наресци од меса, а божићна шунка је најважнија. Честе су и димљене кобасице, сир од главе и леверпастеј. Пето јело се састоји од топлих јела као што су ћуфте, мале пржене кобасице и Janssons frestelse. На крају се послужује тањир са сиром и тањир за дезерт. Најпопуларнији десерт је пудинг од пиринча са целим бадемом сакривеним у себи. Очекује се да ће се проналазач бадема венчати пре следећег Божића.
Уобичајена пића су божићно пиво, јулмуст и ракија.

### Уједињено Краљевство
Божићна вечера у Уједињеном Краљевству обично се једе поподне или увече 25. децембра. Вечера се обично састоји од ћуретине, фазана, патке или гуске, сервира се са надевом, сосом, јоркширским пудингом, сосом од бруснице или желеом од рибизле; сос од хлеба; печени кромпир (понекад и куван или пире); поврће, посебно прокељ и пашканат; са дезертом од божићног пудинга (или пудинга од шљиве), понекад млевених пита или ситница, са бренди путиром или кремом.
У Енглеској се еволуција главног јела у ћуретину није одвијала годинама, па чак ни вековима. У почетку, у средњовековној Енглеској, понекад се служило главно јело од вепра. Кроз 16. и 17. век често се служила гуска или копун, а богаташи су понекад јели и печење од паунова и лабудова.
Ћуретина се појавила на божићним трпезама у Енглеској у 16. веку, а популарна историја говори о томе да је краљ Хенри VIII био први енглески монарх који је имао ћуретину за Божић. Томас Тусер, пољопривредник из 16. века, приметио је да су до 1573. ћурке обично служиле на енглеским божићним вечерама. Традиција ћуретине на Божић брзо се ширила широм Енглеске у 17. веку, а такође је постало уобичајено да се служи гуска која је остала претежно печење до Викторијанске ере. (било је сасвим уобичајено да се оснивају „Клубови” за гуске, омогућавајући породицама радничке класе да пре тога уштеде током године на гусци). Позната сцена енглеске божићне вечере појављује се у књизи Чарлса Дикенса Божићна прича (1843), где Скруџ шаље Бобу Крачиту велику ћурку. Курс пудинга на британској божићној вечери често може бити божићни пудинг, који потиче из средњовековне Енглеске. Ситнице, ситне пите, божићна торта или јулски колач такође су популарни.

## Северна Америка

### Канада
У деловима Канади где се говори енглески језик божићна вечера је слична оној у Британији. Традиционална божићна вечера укључује ћуретину са надевом, пире кромпиром, сосом, сосом од бруснице и поврћем као што су шаргарепа, бела репа, пастрњак итд. Користе се и друге врсте живине, печена говедина или шунка. За дезерт су основна пита од бундеве или јабука, пудинг од грожђица, божићни пудинг или воћна торта. Пунч од јаја, пунч на бази млека који се често убризгава у алкохол, такође је популаран током празника. Остали божићни производи укључују божићне колачиће, колаче са маслацем и пециво, које се традиционално пече пре празника и служи пријатељима на божићним и новогодишњим забавама, као и на Божић.
У деловима Канади где се говори француски језик традиције могу бити сличније традицији Француске. И друге етничке заједнице могу да наставе да користе старе светске традиције.

### Хондурас
У Хондурасу се тамале традиционално једу на Бадње вече. Ћуретина је постала популарна у последњих неколико година. Традиционална хондурашка божићна вечера служи се око поноћи 24. децембра. Оброк се састоји од тамала, печене свињске бутине, праћене торехама за дезерт и пунчом од јаја. Тамале су направљене од кукурузног теста пуњеног пилетином или свињетином, комадића кромпира и шаргарепе, леблебије и целих зелених маслина. Умотани су у лишће банане и парени до савршенства. Свињски бут може бити свеж или димљен и обично се пече током целог дана. Кожа свињског меса остаје запечена током печења што резултира деликатесом познатом под називом chicharron, посластица којој се надмеће на многим трпезама хондурашке породице. Традиционални рецепт за зачињање божићног свињског бута често се у датој породици преноси генерацијама. Ћуретина је такође постала прилично популарна последњих година због јаких породичних веза између САД-а и Хондураса. „Торехе”, хондурашки божићни десерт направљен је од француског тоста попут хлеба који је натопљен тамним сирупом направљеним од „рападура”, блокова врло тамног шећера. Сируп је зачињен целим каранфилићем и целим циметом. После вечере оброк се прелива пунчом од јаја у хондурашком стилу, познатим као „ромпопо”.

### Мексико
У Мексику, традиционална божићна вечера је заједнички догађај који се слави на Бадње вече, или Noche Buena. Ако локацију одреди породица, домаћин обично даје главнину украса, хране и посуђа за вечеру; од гостију се очекује да дају прилоге, дезерт или алкохолна пића. Традиционална храна се разликује по регионима, али укључује тамале, атоле, позол, бирију и менудо. Јела која се обично припремају само за божићно време су ромеритос, бакалао и пуњена ћуретина. Припрема тамале варира од региона до региона. Обично пуњења за тамале укључују говедину или свињетину са црвеним сосом, пилетину са зеленим чиле сосом или сир са тракама у кукурузној или пиринчаној маси и кувану на пари унутар љуске кукуруза или лишћа банане. Честе су и слатке тамале пуњене ананасом, сувим грожђем, јагодама или кукурузом. Слаткиши попут флана, креме попут брулеа са кармелизованим шећером, бунуелосом, воћем и млеком или желатином са укусом ликера или шампурадом. Пића попут канеле, ромпопе и понче такође су уобичајени фаворити.
У неким областима се служи више американизована храна, као што је шунка, пилетина, ћуретина или патка, застакљена ракијом. Надев није уобичајен, али га је рођаци увезли у неко домаћинство, али нису ушли у популарну кухињу. Често се служе и мешани гриловани, динстани са сосовима или сирово поврће попут шаргарепе, кромпира, спанаћа, кактуса, лука, тиквице од чајоте и ротквица. Салса се увек служи као украс, а прати је куесо фреска, тортиље и препржени пасуљ, ако не и sopa de arroz, пре пиринач куван са парадајзом и зачинима. Риба бакалао је честа у приобалним зонама, заједно са шкампима или рибљом супом.
Често се Бадње вече слави више од Бадњег дана, делимично и због традиције Посада у претежно католичкој земљи. У неким четвртима блок забаве могу бити уобичајене код комшија које одлазе од куће до куће и деле посуђе хране. У мањим сеоским срединама читава скупштина може се придружити прослави широм парохије.
Традиција рекалентада (дословно подгревање) такође је широко распрострањена, породице и пријатељи се поново сазивају поподне на Божић како би уживали у остацима вечере. Ова традиција се такође следи у новогодишњој ноћи, са следећој рекалентади на Нову годину. Често породице одлазе код рођака на рекалентади, па ако породица остане код родбине мајке на Бадње вече, на пример, одлази код очевих рођака на Божић.
Такође, породице чекају до поноћи како би наздравиле и загрлиле се. Након тога многе породице размењују поклоне и отварају их том приликом уместо на божићно јутро. Међутим, већина Мексиканаца слави још један дан даривања на Богојављење (6. јануара) у знак сећања на дарове које су Маги, или Reyes Magos (бук. Краљеви-мађионичари), тог дана донели беби Исусу.

### САД
Божићне традиције у Сједињеним Државама имају еклектично порекло, а преовлађују оне из Уједињеног Краљевства, али многе друге током последњих 400 година потичу из Скандинавије, Италије, Француске, Холандије и Немачке, а у новије време и из земаља шпанског говорног подрућја из Латинске Америке и Кариба. Према томе, основа оброка је обично британског порекла: печено коренасто поврће као прилог, пире кромпир, сос, а средишњи део је пуњена печена живина (фазан, гуска, патка или ћуретина) или дебело резана пржена говедина или говедина Велингтон. На југу, подручју које има веома високу концентрацију људи из Велике Британије из прошлих векова, Божић је доба године у којем се сервирају многе варијације сеоске шунке или божићне шунке. Ово је старија британска традиција која би претходила викторијанској традицији Дикенса и његове ћуретине и вратила се све до средњовековне Енглеске, коју су донеле сиромашније класе које нису могле да приуште ћуретину која је била модерна међу богатијим мушкарцима у доба Стјуарта. Колачићи многих врста присутни су у Америци стотинама година и често су или медењаци, сникердудли или шећерни колачићи печени током децембра и обликовани у многе облике и фигуре.
Воћна торта је слична традиционалном британском божићном пудингу; међутим, служи више као национална шала, често испрана као нежељени божићни поклон. Комичар Џони Карсон једном је изјавио: „Најгори божићни поклон је воћна торта ... На целом свету постоји само једна воћна торта и људи је стално шаљу једни другима, из године у годину.” Многи странци су сумњичави према овој чињеници, али заиста има истине у томе: Маниту Спрингс, Колорадо одржава годишњу манифестацију на којој се нежељене воћне торте бацају на такмичење да виде ко може најдаље да баци „поклон” са локалним становништвом . Старији господин из Текамсија, Мичиген, једном је доспео у националне вести када је представио свом земљаку чињеницу да је још увек имао воћну торту коју је његова прабака испекла 1878. године и да је тако имао више од 130 година. Од 2018. године, верује се да је иста воћна торта још увек на чувању једног од својих унука, на неки начин, доказујући да је господин Карсон имао поенту.
Алкохол и коктели (алкохолни и безалкохолни) свих врста су основни састојци и за божићне забаве и за породична окупљања, где се теже пије код одраслих, а млади обично добију безалкохолна пића или безалкохолну верзију пића, пића њихових родитеља попут пића Shirley Temple. Типични јеловник би обухватио било коју комбинацију садилног пунча, бурбона из Кентакија и коктела који се од њега могу направити, вина из Калифорније, Вашингтона, Вирџиније или Њујорка многих различитих берби намењених допуњавању, оброк који је приредио домаћин, просеко из Италије, тврда јабуковача из Нове Енглеске и Калифорније, васаил, порторикански или јамајчански рум, шампањац и друга домаћа пенушава бела вина, а за појединачне коктеле алкохолна верзија пунча од јаја, поинсетија и порторикански кокуито, коктел састављен од велике количине кокосовог млека и рума.
Говорници шпанског језика на источној обали обично потичу из карипских држава и имали су значајан утицај на начин прославе празника на Флориди и градовима источне обале. Главни оброк обично чини свињетина, а не ћуретина, као у остатку Америке, јер је ћуретина већ била централни део оброка на Дан захвалности, отприлике месец дана раније. Темблекуе се служи за десерт, а пуцкетање свињетине је деликатес. Западно од Мисиссипија, Мексиканци су имали велики утицај на начин припреме оброка, укључујући печење кукуруза у љусци и послуживање бисквита.
Даљи регионални оброци нуде разноликост. Вирџиниа има остриге, питу од шунке и бисквите, што је поклон енглеским оснивачима из 17. века. Горњи средњи запад укључује јела претежно скандинавског порекла, као што су лутефиск и пире од рутабаге или репе. На југу САД-а пиринач се често служи уместо кромпира, а на обали Мексичког залива рачићи и друге морске плодове уобичајена су предјела, а расхлађени Charlotte Russe традиционална је посластица, заједно са бундевом и пита од ораха. У неким руралним областима месо за лов попут лоса или препелице може красити трпезу, често припремљену по старим рецептима: вероватно је да су сличне намирнице красиле столове раних америчких насељеника на њиховим првим Божићима.
Италијанско-амерички оброк за Бадње вече може бити празник седам риба. Панетоне и струфоли су омиљени десерти у таквим случајевима.
Уобичајена је традиција међу многим јеврејским Американцима да на Божић једу америчку кинеску храну, јер су то често биле једине установе отворене на празник у многим градовима.

## Океанија

### Аустралија
Божићни ручак (у Аустралији вечера се односи на вечерњи оброк) у Аустралији заснива се на традиционалним енглеским верзијама. Међутим, због Божића који пада у врућини лета на јужној хемисфери, месо попут шунке, ћуретине и пилетине понекад се послужује хладно са сосом од бруснице, уз бочне салате или печено поврће. Роштиљи су такође популаран начин да се избегне топлота рерне. Морски плодови попут козица, јастога, острига и ракова су чести, као и одсеци одреска или пилећих прса, батака и крила на роштиљу. Лети, Аустралијанци воле и павлову, десерт састављен од воћа попут јагода, кивија и маракује на врху печене безе са шлагом. Ситнице су такође омиљене у Аустралији у божићно време. Свеже воће сезоне укључује трешње и манго, шљиве, нектарине и брескве. Представљени од италијанских Аустралијанаца, панетоне је широко доступан у продавницама, посебно у Сиднеју и Мелбурну.

### Нови Зеланд
Божићни обичаји Новог Зеланда углавном су идентични онима у Уједињеном Краљевству. Божићна вечера састоји се од печене ћуретине или јагњетине, печеног поврћа, пуњења, соса и соса од бруснице. Као главно јело може се понудити печена шунка која се служи топла или хладна, што је све чешће. Морски плодови попут острига, шкољки и ракова нису реткост. Десерти су обично павлова (служи се са шлагом, свежим јагодама, киви-воћем и маракујом), ситнице, ситне пите, божићни пудинг са кремом од креме или путера од ракије. Уживање у небританској божићној храни, као што су столен из Немачке, француски божићни колач и панетоне из Италије, на Новом Зеланду је било готово нечувено до касних 1990-их, а и данас је ретко. Због Новозеланђана који Божић славе у лето, уобичајено је и роштиљање, те јести сезонско поврће и воће попут трешања и јагода.

## Јужна Америка

### Бразил
У Бразилу божићни оброк је прилична гозба (служи се увече 24. децембра) и нуди велике количине хране, као што је широка палета јела која укључују свеже поврће, сочно воће и бразилске орахе. Уз њих су чиније шареног пиринча и пладњеви пуњени шунком и свежа салата (понекад се сервира и хладна салата од кромпира) која се служи са печеном ћуретином. Такође у неким деловима Бразила служи се печена свињетина или пилетина. Црвено, бело вино и јабуковача су уобичајена алкохолна пића. Остали божићни производи укључују разне посластице као што су тарт од лимуна, пита са орасима, чоколадна торта и такође панетоне.

### Перу
На Бадње вече, шира породица се окупља на вечери, где се служи печена ћуретина, и бели пиринач зачињен белим луком. Често се сервирају и печени кромпир и некувани заслађени пире од јабука. Главна посластица је панетоне. Обично га прати шоља густе топле чоколаде. Мање уобичајени дезерти укључују специјални марципан направљен од бразилских орашастих плодова (због оскудице и трошкова бадема у Перуу) и разних посуда са сувим грожђем, кикирикијем. У поноћ се наздравља, размењују добре жеље и загрљаји. Одређена особа трчи да стави бебу Исуса у јаслице. Тада чланови породице заузимају своје место у трпезарији док певају божићне песме.

### Колумбија
У Колумбији се главни божићни оброк једе на Бадње вече и зове се Cena de Navidad; обично се породица окупља заједно на оброку, чак и ако је раније била на другим местима са пријатељима. Генерално, људи се труде да те вечери имају пуно хране, типична јела за ту прилику варирају од лехоне, ахиака, тамала, бандеха паисе, судадо де поља и емпанадаса; у модерно доба деца често траже пицу, лазање, хот догове или сличну брзу храну за Бадње вече; пиће за вечеру су обично воћни сокови свих врста које се могу наћи у Колумбији, окупљање може трајати од 22:00 до 04:00, а понекад се протеже током целе ноћи до јутра када људи кувају асадо.